# WolframAlpha
Pour les articles homonymes, voir Wolfram.
WolframAlpha est un moteur de réponse développé par Wolfram Research. Il répond aux questions factuelles en calculant les réponses à partir de données externes.
WolframAlpha a été lancé le 18 mai 2009. Il est basé sur le produit antérieur de Wolfram, Wolfram Mathematica, une plateforme informatique technique. WolframAlpha rassemble des données provenant de sites web universitaires et commerciaux tels que The World Factbook de la CIA,              l’Institut d'études géologiques des États-Unis, une publication de la bibliothèque de l'université Cornell intitulée All About Birds, le Chambers Biographical Dictionary, Dow Jones, le Catalogue of Life, CrunchBase, Best Buy, et la FAA pour répondre aux questions. Une version en langue espagnole a été lancée en 2022.
Wolfram|Alpha contient environ 10 milliards d'informations, plus de 50 000 types d'algorithmes et de modèles, et des capacités linguistiques pour plus de 1 000 domaines.

## Technologies
Aperçu
Les utilisateurs saisissent une question ou une demande de calcul par l'intermédiaire d'un champ de texte. WolframAlpha calcule ensuite les réponses et les visualisations pertinentes à partir d'une base de connaissance constituée de données structurées et référencées provenant d'autres sites et ouvrages. Il peut répondre à des questions factuelles en langage naturel formulées de manière particulière. Il affiche son « interprétation d'entrée » d'une question posée, en utilisant des phrases standardisées. Il peut également analyser le symbolisme mathématique et répondre par des résultats numériques et statistiques.
Développement
WolframAlpha est écrit dans le langage Wolfram, un langage de programmation général multiparadigme, et mis en œuvre dans Mathematica. Le langage Wolfram est propriétaire et n'est pas couramment utilisé par les développeurs.
Les données ont été progressivement collectées et normalisées par l'équipe de Wolfram|Alpha. En 2009, la base de données couvrait des centaines de domaines, tels que les données météorologiques présentes et passées.

## Utilisation
WolframAlpha a été utilisé pour effectuer certaines recherches dans les moteurs de recherche Microsoft Bing et DuckDuckGo, mais n'est plus utilisé pour fournir des résultats de recherche. Pour répondre aux questions factuelles, WolframAlpha a été utilisé par Siri d'Apple et Amazon Alexa pour les requêtes mathématiques et scientifiques, mais n'est plus opérationnel au sein de ces services. Les types de données WolframAlpha sont devenus disponibles en juillet 2020 dans Microsoft Excel, mais le partenariat Microsoft-Wolfram a pris fin près de deux ans plus tard, en 2022, en faveur des types de données Microsoft Power Query. La fonctionnalité WolframAlpha dans Microsoft Excel a pris fin en juin 2023.

## Histoire
Les préparatifs du lancement de WolframAlpha ont commencé le 15 mai 2009, à 19 heures (heure du Centre des États-Unis), et ont été diffusés en direct sur Justin.tv. Il était prévu de lancer publiquement le service quelques heures plus tard. Cependant, des problèmes se sont posés en raison de la charge extrême. Le service a été officiellement lancé le 18 mai 2009 et a reçu des critiques mitigées. En 2009, les défenseurs de WolframAlpha ont souligné son potentiel, certains déclarant que la manière dont il détermine les résultats est plus importante que son utilité actuelle. WolframAlpha était gratuit au lancement, mais Wolfram Research a ensuite tenté de monétiser le service en lançant une application iOS au prix de 50 dollars, alors que le site web lui-même était gratuit. Ce projet a été abandonné à la suite de critiques.
Le 8 février 2012, WolframAlpha Pro est sorti et il offre aux utilisateurs des fonctionnalités supplémentaires moyennant un abonnement mensuel.
Certains lycéens et étudiants utilisent WolframAlpha pour tricher sur leurs devoirs de mathématiques, bien que Wolfram Research affirme que le service aide les étudiants à comprendre les mathématiques grâce à ses capacités de résolution de problèmes.

## Droits d'auteur
InfoWorld a publié un article mettant en garde les lecteurs contre les implications potentielles de l'octroi à un site web automatisé de droits de propriété sur les données qu'il génère. Richard Stallman, défenseur des logiciels libres, s'oppose également à la reconnaissance du site en tant que détenteur de droits d'auteur et soupçonne Wolfram Research de ne pas être en mesure de faire valoir ses droits dans le cadre de la législation en vigueur sur les droits d'auteur.

## Requêtes insolites
En 2013, ce service a été utilisé de façon particulière, pour permettre aux internautes de calculer la date de leur mort.